# Wesley Barresi
Wesley Barresi (* 3. Mai 1984 in Johannesburg, Südafrika) ist ein niederländischer Cricketspieler, der seit 2009 für die niederländische Nationalmannschaft spielt.

## Kindheit und Ausbildung
Barresi durchlief die Jugendmannschaften der Easterns.

## Aktive Karriere
Sein First-Class-Debüt für die Easterns erfolgte in der Saison 2004/05. Im Juli 2010 gab er sein Debüt für die niederländische Nationalmannschaft innerhalb der ICC World Cricket League Division One 2010 gegen Schottland. Bei dem Turnier erreichte er gegen Afghanistan im Spiel um Platz 3 sein erstes internationales Fifty über 51* Runs. Kurz darauf gelang ihm ein weiteres Fifty (64* Runs) gegen Bangladesch, der erste Sieg der Niederlande gegen eine Test-Nation. Ein weiteres Fifty über 67 Runs konnte er im September 2011 gegen Kenia im Rahmen der ICC World Cricket League (WCL) erzielen. IM März 2012 war er Teil des Teams beim ICC World Twenty20 Qualifier 2012 und absolvierte dort sein Twenty20-Debüt gegen Kanada. Nach dem Turnier erreichte er gegen Afghanistan innerhalb der WCL ein weiteres Fifty über 51* Runs. Im Sommer 2013 erfolgte eine Tour nach Irland und er konnte mit 55 Runs ein Half-Century erreichen. Beim ICC World Twenty20 Qualifier 2013 gelang ihm gegen Schottland erst in der Vorrunde (70* Runs) und dann in den Play-offs (75* Runs) jeweils ein Fifty. Für letzteres wurde er als Spieler des Spiels ausgezeichnet, als er die Weltmeisterschaftsqualifikation sicherte. Im Januar 2014 erzielte er sein erstes ODI-Century über 137 Runs aus 150 Bällen gegen Kenia beim ICC Cricket World Cup Qualifier 2014. Darauf folgte die Teilnahme beim ICC World Twenty20 2014, wobei er als beste Leistung 48 Runs beim Sieg gegen England erzielte. Während der Ausgabe zwei Jahre später, beim ICC World Twenty20 2016, konnte er nicht herausragen. Bei einem heimischen Drei-Nationen-Turnier im Twenty20-Cricket im Juni 2018 erreichte er gegen Schottland ein Fifty über 75* Runs. Daraufhin erzielte er gegen Nepal ein ODI-Fifty über 71 Runs. Er bestritt in der Folge weiter vereinzelte Spiele im Nationalteam, trat jedoch im Februar 2021 vom Cricket zurück. Jedoch kam er im August 2022 wieder ins Nationalteam zurück, jedoch dauerte es bis 2023, bis er wieder auf sich aufmerksam machen konnte. Beim ICC Cricket World Cup Qualifier 2023 gelangen ihm jeweils ein Fifty gegen Sri Lanka (52 Runs) und Oman (97 Runs).